# NGC 5752
NGC 5752 es una galaxia espiral (Sb) localizada en la dirección de la constelación de Bootes. Posee una declinación de +38° 43' 45" y una ascensión recta de 14 horas, 45 minutos y 14,2 segundos.
La galaxia NGC 5752 fue descubierta el 1 de abril de 1878 por Lawrence Parsons.